# Трептяща съгласна
Трептящата съгласна представлява съгласен звук, който бива звукоучленен посредством трептения между дейния и неподвижния учленителни органи. Пример за подобен звук е произношението на „r“ в испанската дума perro.
Този вид съгласни се различават от едноударните по това, че учленителят се задържа на място, докато въздухопотокът причинява въпросните трептения. Обикновено трептящите съгласни звукове съдържат 2-3 оборота, но понякога достигат и до 5; възможно е и повече, ако е налично удължаване/удвояване (геминация) на звука. Въпреки всичко, налице са и някои трептящи съгласни, които се образуват само с 1 оборот на трептене, но това не ги превръща в едноударни, тъй като артикулацията е по-различна.
- [r] – задвенечна трептяща съгласна
- [ʙ] – звучна двубърнена трептяща съгласна
- [ʀ] – мъжечна трептяща съгласна
- [ʜ] – беззвучна надгръклянникова трептяща съгласна
- [ʢ] – звучна надгръклянникова трептяща съгласна

- [ʩ] – фарингализираната заднонебна проходна съгласна, наблюдаема при хора с недъзи или травми по устната кухина, понякога включва трептене на учленителите, създавайки наподобяващ сумтене/хъркане звук.